# Вид (Меткович)
43°05′ пн. ш. 17°37′ сх. д. / 43.08° пн. ш. 17.62° сх. д.
Вид (хорв. Vid) — населений пункт у Хорватії, у Дубровницько-Неретванській жупанії у складі міста Меткович.

## Населення
Населення за даними перепису 2011 року становило 796 осіб.
Динаміка чисельності населення поселення: